# Albert Reychler
Albert Reychler (Sint-Niklaas, 6 mei 1854 - 1938) was een Belgisch scheikundige.

## Biografie
Reychler stamde uit de Sint-Niklase burgerij: zijn vader Charles Reychler-Van Eyck was een handelsrechter en zijn broer Lucien Reychler was een fabrikant en plantkundige, tevens was hij een volle neef van Edmond Meert. Hij doorliep zijn jeugd in het Sint-Jozef-Klein-Seminarie, en doorliep zijn natuurkundige studies aan de Rijksuniversiteit Gent, en behaalde zijn doctoraat in laboratorium voor analytische scheikunde te Wiesbaden bij Carl Remigius Fresenius (1818-1897), en te Bonn bij Friedrich August Kekulé von Stradonitz. Hij bekleedde een leerstoel aan de Université libre de Bruxelles.
In 1954 werd een plechtige herdenking gehouden door de Koninklijke Vlaamse Academie voor Wetenschappen, Letteren en Schone Kunsten van België in Sint-Niklaas.